# دانا گونزالس
دانا گونزالس (انگلیسی: Dana Gonzales؛ زادهٔ ۱۸ نوامبر ۱۹۶۳) فیلم‌بردار اهل ایالات متحده آمریکا است. وی از سال ۱۹۸۶ میلادی تاکنون مشغول فعالیت بوده‌است. وی همچنین برندهٔ جوایزی همچون جوایز امی ساعات پربیننده شده‌است.